# 大垣市総合福祉会館
大垣市総合福祉会館（おおがきしそうごうふくしかいかん）は、岐阜県大垣市馬場町にある公共施設。

## 概要
- 大垣市民の福祉活動の推進、市民の福祉向上を目的とした施設である。1985年（昭和60年）6月30日開館[1]。
- 社会福祉法人大垣市社会福祉協議会が指定管理者となっている。
- 福祉に関する様々な団体が入居する。

## 施設
5階
- ホール　※難聴者用補聴装置（アシストホーン）を完備する。

4階
- 第1・2研修室
- 第1・2教養室（和室）
- 相談室

3階
- 調理室
- 視聴覚室
- 会議室

1階
- 喫茶室

## 主な機関、団体
- 大垣市社会福祉協議会事務局
- 岐阜県共同募金会大垣市支会
- ボランティア市民活動支援センター
- 大垣市障害者団体連絡協議会
- 更生保護サポートセンター
- 大垣地域シルバー人材センター事務局

## 開館時間
- 9時～21時　（休館日は年末年始（12月29日から1月3日））

## 交通アクセス
- 東海道本線・養老鉄道・樽見鉄道大垣駅下車、徒歩約15分。
- 養老鉄道西大垣駅下車、徒歩約12分。
- 名阪近鉄バス「奥の細道むすびの地記念館前」バス停より徒歩約3分。
  - 大垣駅（大垣駅前バスのりば）より稲葉線「稲葉団地」、荒崎線「十六町」、綾里養北線「ザ・ビッグ養老店」、青柳線「イオンモール大垣」行き。

## 周辺
- 大垣市役所
- 奥の細道むすびの地記念館
- 水門川
  - 美登鯉橋
  - 虹の橋
  - 滝のトンネル
- 住吉燈台

## その他
- よく似た名称の大垣市の公共施設として、大垣市長松町に大垣市勤労者総合福祉センターがある。
- 周辺の美登鯉橋、虹の橋、滝のトンネルは漫画聲の形、アニメーション映画聲の形の舞台となっている。総合福祉会館もアニメーション映画聲の形で舞台となっている[2][3]